# Hans Moravec
Hans Moravec (30 de novembre de 1948, Kautzen, Àustria) és un investigador en robòtica de la Carnegie Mellon University. És conegut pels seus escrits sobre robòtica, intel·ligència artificial, i en general sobre l'impacte de la tecnologia en la societat. Hom el considera un futuròleg que ha publicat diversos articles des de l'òptica del transhumanisme. En la seva tasca com a enginyer Moravec ha desenvolupat diverses tècniques de visió artificial.
El seu propi cognom dona nom a una espècie d'éssers sentidors anomenats moravecs dins de la tetralogia de ficció Ilió/Olymp de Dan Simmons. Aquests éssers són l'evolució dels robots que va enviar la humanitat per explorar el sistema solar exterior, i compten amb característiques humanoides (com la passió per l'art i alguns òrgans funcionals), robòtiques (com ara braços, cossos blindats o actuadors), i cibernètiques (com ara cervells ampliats).

## Trajectòria
Moravec va assistir a Loyola College a Montreal durant dos anys, després es va traslladar a la Universitat d'Acadia, on va obtenir el seu BSc en matemàtiques el 1969. Va obtenir el seu Mestratge en Ciències de la computació el 1971 de la Universitat de Western Ontario.¡ Més tard va obtenir un doctorat a Stanford el 1980 per a un robot amb TV integrada, controlable remotament amb un ordinador. El robot podia fer servir carreres d'obstacles. Un altre èxit en robòtica va ser el descobriment de nous enfocaments per a la representació espacial d'un robot, per exemple les reixetes d'ocupació 3D. També va desenvolupar la idea dels robots de Bush. El 2003, a Pittsburgh, Pennsilvània, Moravec va cofundar Seegrid Corporation, una empresa de robòtica amb l'objectiu de desenvolupar un robot totalment autònom capaç de moure's a l'entorn sense intervenció humana. Moravec també és conegut pel seu treball a Space tethers i la paradoxa que porta el seu nom.

## Impacte en l'art
El seu propi cognom dona nom a una espècie d'éssers anomenats moravecs dins de la tetralogia de ficció llión/Olympo de Dan Simmons. Aquests éssers són l'evolució dels robots que va enviar la humanitat per explorar el sistema solar exterior, i expliquen amb característiques humanoides (com la passió per l'art i alguns òrgans funcionals), robòtiques (com braços, cossos blindats o actuadors), i cibernètiques (com cervells ampliats).